# Jordy
Jordy Lemoine (* 14. Januar 1988 in Saint-Germain-en-Laye) ist ein französischer Musiker und ehemaliger Kinderstar, der mit dem Lied Dur dur d'être bébé! bekannt wurde.

## Leben
Jordys Vater ist Claude Lemoine, der in seiner Heimat vor allem als Produzent der französischen Glam-Rock-Band The Rockets bekannt ist. Seine Mutter Patricia Clerget war eine Sängerin, die Anfang der 1980er Jahre zwei Alben veröffentlichte. Schon früh zeigte auch Jordy musikalisches Talent und sang bei den im Radio gehörten Liedern mit, was ihn bei den Partys seiner Eltern bald zur beliebten Erscheinung machte. Daraus entstand die Idee seiner Eltern, aus Jordy einen kommerziell aufnehmenden Musiker zu machen.
1992 veröffentlichte Columbia Records die erste Single des damals viereinhalbjährigen Jordy, das Dance-Lied Dur Dur dur d’être bébé! (dt. Es ist schwer, ein Baby zu sein), das sich zu einem weltweiten Hit mit Charterfolgen unter anderem in Australien und den Vereinigten Staaten entwickeln sollte. Die Single verkaufte sich über zwei Millionen Mal und hielt sich 15 Wochen lang auf Platz eins der französischen Single-Charts, was Jordy auch einen Eintrag als jüngster Sänger mit einer Nummer-eins-Singlechartplatzierung im Guinness-Buch der Rekorde einbrachte.
In den nächsten zwei Jahren veröffentlichte Jordy einige weitere Singles und zwei Alben, eines davon großteils mit Weihnachtsliedern. 1994 verbannte die französische Regierung den mittlerweile sechsjährigen Jordy jedoch aus Funk und Fernsehen, da vermehrt Befürchtungen aufgetreten waren, dass das Kind von seinen Eltern ausgebeutet würde. Diese Befürchtungen wurden erneut verstärkt, als seine Eltern die Einnahmen aus Jordys Veröffentlichungen in eine Farm namens La Ferme de Jordy (dt. Jordys Bauernhof) steckten, eine Kindertouristenattraktion, die jedoch ein finanzieller Misserfolg wurde. 1996 musste die Farm schließen, seine Eltern ließen sich kurz danach scheiden. Jordy wurde später frühzeitig für volljährig erklärt.
2005 kehrte Jordy ins Rampenlicht zurück. Er nahm an der zweiten Staffel der französischen Reality-TV-Show La Ferme des Célébrités teil, die er auch als Gewinner verließ. Am 2. Februar 2006 erschien das von ihm gemeinsam mit seiner Mutter verfasste Buch Je ne suis plus un bébé (dt. Ich bin kein Baby mehr), in dem er über seine Erfahrungen im Showbusiness berichtet und seinen Vater kritisiert. Am 28. Februar 2006 veröffentlichte er mit Je t’apprendrai seine erste Single seit zwölf Jahren.
Mittlerweile ist Jordy in der Punkrock-Band JOrDy and the Dixies aktiv.

## Diskografie

### Alben
- 1992: Pochette Surprise (Columbia) (CH: Gold, FR: ×2Doppelplatin )
- 1994: Potion Magique (Tristar) (FR: Gold)

### Singles
- 1992: Dur dur d’être bébé (FR: Platin)
- 1993: Alison
- 1993: Les Boules
- 1993: It’s Christmas, c’est Noël
- 2006: Je t’apprendrai

## Werke
- Jordy Lemoine, Patricia Clerget: Je ne suis plus un bébé. Scali, 2006, ISBN 2-35012-038-4.